# دجيدخيبيريو
كان دجيدخيبيريو، (بالإنجليزية: Djedkheperew)‏. فرعون مصري من الأسرة الـ13 حكم لفترة ما يقدر بعامين، من ج. 1772 ق.م حتى 1770 ق.م. ووفقا لعلماء المصريات كيم ريهولت وداريل بيكر، كان جادكيبيبيو هو الملك السابع عشر من هذه السلالة. دجيدخيبيريو هذا اسم فرعون حورس. لا تزال مجهولة ونسوة دجيدخيبيريو، والتي عادة ما تستخدم من قبل الاتفاقيات الحديثة لاسم الفرعون، غير معروفة.